# Darceta severa
Darceta severa là một loài bướm đêm trong họ Noctuidae.